# San Luis (El Torno)
San Luis ist eine Ortschaft im Departamento Santa Cruz im südamerikanischen Anden-Staat Bolivien.

## Lage im Nahraum
San Luis ist zweitgrößter Ort des Kanton La Angostura im Municipio El Torno in der Provinz Andrés Ibáñez. Die Ortschaft liegt auf einer Höhe von 629 m am linken Ufer des Río Piraí zwischen den Städten El Torno und La Angostura. Nordwestlich der Ortschaft erhebt sich der Höhenrücken der Serranía San Luis bis auf eine Höhe von 629 m.

## Geographie
San Luis liegt im tropischen Feuchtklima am Ostrand der Anden-Gebirgskette der Cordillera Oriental. Die Region war vor der Kolonisierung von tropischem Feuchtwald bedeckt, ist heute aber größtenteils Kulturland.
Die mittlere Durchschnittstemperatur der Region liegt bei 24 °C, der Jahresniederschlag beträgt 950 mm (siehe Klimadiagramm La Angostura). Die Monatsdurchschnittstemperaturen schwanken zwischen 20 °C im Juli und 26 °C im Dezember und Januar, die Monatsniederschläge sind von November bis März ergiebig und liegen über 100 mm, das Klima von Juni bis September ist arid mit Niederschlägen unter 40 mm.

## Verkehrsnetz
San Luis liegt in einer Entfernung von 43 Straßenkilometern südwestlich von Santa Cruz, der Hauptstadt des Departamentos.
Vom Zentrum von Santa Cruz aus führt die asphaltierte Nationalstraße Ruta 7 als vierspurige "Avenida Grigotá" in südwestlicher Richtung über die Städte El Carmen, La Guardia und El Torno nach San Luis, und weiter über La Angostura, Samaipata und Comarapa nach Cochabamba.

## Bevölkerung
Die Einwohnerzahl der Ortschaft ist in den vergangenen beiden Jahrzehnten um mehr als die Hälfte angestiegen:
| Jahr | Einwohner | Quelle       |
| ---- | --------- | ------------ |
| 1992 | 987       | Volkszählung |
| 2001 | 1387      | Volkszählung |
| 2012 | 1596      | Volkszählung |
| 2024 |           | Volkszählung |

Die Region weist einen deutlichen Anteil an Quechua-Bevölkerung auf, im Municipio El Torno sprechen 27,7 Prozent der Bevölkerung Quechua.